# Express MD2
Express MD2 (alt. Schreibweise Ekspress) war ein russischer Kommunikationssatellit der Russian Satellite Communications Company mit Sitz in Moskau. Er war der 16. Satellit der Express-Serie und ging bei einem Raketenfehlstart verloren.

## Missionsverlauf
Der Satellit wurde 2006 zusammen mit seinem Schwestersatelliten Express MD1 von der Russian Satellite Communications Company in Auftrag gegeben. GKNPZ Chrunitschew wurde für den Bau des Satellitenbusses ausgewählt, die Transpondernutzlast wurde bei Alcatel Alenia Space bestellt.
Express MD2 sollte ursprünglich bereits im Jahr 2009 ins All gebracht werden, jedoch verzögerte sich der Starttermin. Der Start fand dann am 11. Februar 2009 vom Kosmodrom Baikonur auf einer Proton-M-Rakete zusammen mit Telkom 3 statt. Jedoch zündete die Bris-M-Oberstufe für die dritte Brennphase nicht, worauf die Nutzlasten in einem nutzlosen Transferorbit strandeten.
Der Betreiber RSCC schaffte es, von dem Versicherungsunternehmen Ingosstrakh insgesamt 1,177 Mrd. russische Rubel an Versicherungszahlungen zurückzuerhalten, obwohl die Entwicklungskosten des Satelliten nur auf etwa 180 Mio. Rubel geschätzt werden.

## Technische Daten
GKNPZ Chrunitschew baute den Satelliten auf Basis ihres Yakhta-Satellitenbusses. Thales Alenia Space lieferte die Transpondernutzlast, welche im C-Band und L-Band arbeitete.
Das Raumfahrzeug war dreiachsenstabilisiert und wurde durch zwei große Solarmodule und Batterien mit Strom versorgt. Es besaß eine geplante Lebensdauer von 10 Jahren und wiegt etwa 1,1 Tonnen.